# Хостикоев, Георгий Анатольевич
Георгий Анатольевич Хостикоев (укр. Георгій Анатолій Хостікоєв; род. 11 ноября 1981, Киев) — украинский актёр, сын Анатолия Хостикоева и его второй жены Любови Кубьюк.

## Биография
В 2001 году окончил Киевский государственный институт театрального искусства имени Карпенко-Карого. В 2001—2003 годах — актёр Национального украинского драматического театра имени Ивана Франко, в 2003—2005 — актёр антрепризы «Компания Бенюк-Хостикоев», в 2005—2007 годах работал в «Киевском Свободном театре», с 2007 года — в Киевском драматическом театре на Подоле.
В 2009—2012 годах — ведущий программы «О Ziрок» на канале «ICTV» (с перерывом).
Женат на актрисе Марине Ягодкиной.

## Творчество

### В театре
Национальный академический драматический театр имени Ивана Франко
- «Мушкетеры» (А. Дюма) — Король, Человек в маске
- «Рождество Купьелло» (Э де Филиппо) — Ненилло
- «Кармен» (П. Мериме) — Хосе
- «Отелло» (В. Шекспир) — Родриго

Компания Бенюк-Хостикоев
- «Все его сыновья» (К. Черчилль) — Бернар-1, Бернар-2, Майкл
- «О мышах и о людях» (Д. Стейнбек) — Карлсон
- «Сеньор из высшего света» (Д. Скарниччи, Р. Таробузи) — Николетто

Киевский Свободный театр
- «Победившие тьму» — Дон
- «Чайка по имени Джонатан» (Р. Бах) — Джонатан

Другое
- «Дружеская семейка»
- «Примы» — Лео (играл женщину)[5]

### Фильмография
- 1998 — «Седьмой маршрут» — американский турист
- 2000 — «Роксолана: Владычица империи» — Боязнь
- 2001 — «Следует оборотня» — Юра
- 2002 — «Атлантида» — Рома
- 2003 — «Пепел феникса» — Вадим
- 2004 — «Сорочинская ярмарка» — Грицко
- 2006 — «Богдан-Зиновий Хмельницкий»
- 2006 — «Тайна „Святого Патрика“» — Иван Корадес
- 2007 — «Висяки» — Андрей Фрадков
- 2008 — "Откройте, милиция! " — Андрей
- 2008 — «Глухарь» — Марк Грабал
- 2008 — «Молчаливый свидетель» — Леонид Сидоров
- 2008 — «Невеста по заказу» — Олег
- 2009 — «Красный лотос» — Игорь
- 2010 — «Прощай, коррида!»
- 2011 — «Влюблённые в Киев»
- 2012 — «Немой» — Гоша
- 2013 — «Женых» — Олег
- 2014 — «Пока станица спит» — Богдан Чалый
- 2015 — «Как закалялся стайл 2» — Фил
- 2016 — «Плох хороший коп» — Рыбин
- 2017 — «Что делает твоя жена?» — Виктор
- 2018 — «Наследница поневоле» — Игорь Святославович
- 2018 — «Ведьма» — Роман
- 2019 — «Другое» — Петр Радулов
- 2019 — «Нарушая правила» — Дино
- 2020 — «Семейный портрет» — Олег Михайлов
- 2022 — «Лучшие выходные»

## Награды и премии
- Приз «Лучшая мужская роль второго плана» на кинофестивале «Бригантина» за фильм «Атлантида» (2002)